# Hemospèrmia
L'hemospèrmia (o hematospèrmia o, rarament anomenada, espermiorràgia) és la presència de sang a l'ejaculat. Sovint és un símptoma benigne. Entre els homes de 40 anys o més, l'hematospèrmia és un lleuger predictor de càncer, normalment càncer de pròstata. No es troba cap causa específica en fins a un 70% dels casos.

## Causa
Tot i que l'hematospèrmia pot causar una angoixa considerable als pacients, sovint és una afecció benigna i autolimitant causada per infeccions, especialment en pacients més joves. Un episodi aïllat normalment es considera benigne i és poc probable que estigui associat amb malignitat. L'hematospèrmia recurrent pot indicar una patologia subjacent més greu, especialment en pacients majors de 40 anys.

### Infecció i inflamació
La infecció o la inflamació es considera la causa més comuna de l'afecció. Els patògens implicats inclouen: bacteris gramnegatius (sovint E. coli), gonococs, Treponema pallidum, Chlamydia trachomatis, Neisseria gonorrhoeae, VHS tipus 1 o 2 i VPH. L'afecció també pot ser rarament causada per algunes infeccions sistèmiques cròniques com la tuberculosi o l'esquistosomiasi. A més, la inflamació testicular, prostàtica i d'epidídim en general pot presentar-se amb hematospèrmia com a característica.

### Neoplàsies
Algunes neoplàsies del sistema genitourinari poden presentar-se amb hematospèrmia. Les causes malignes de l'hematospèrmia inclouen: càncer de pròstata, tumors testiculars o d'epidídim, carcinoma de vesícula seminal (rarament) i tumor uretral. Els limfomes i les leucèmies també poden presentar hematospèrmia com a símptoma.

### Pròstata
Diverses patologies de la pròstata (incloses prostatitis, càlculs (pedres), quists, hiperplàsia prostàtica benigna, etc.) poden provocar l'aparició de sang a l'ejaculat.

### Altres
De vegades, afeccions sistèmiques com la hipertensió maligna, la insuficiència hepàtica o els trastorns hemorràgics i l'amiloïdosi poden estar presents amb hematospèrmia com a símptoma. Un trauma a la regió també pot causar la malaltia. A més, les anomalies estructurals de l'anatomia genitourinària (per exemple, anomalies vasculars, pòlips, malformacions uretrals, etc.) poden provocar hematospèrmia com a símptoma.
El sexe o la masturbació excessius, l'abstinència sexual prolongada, el sexe interromput i certs comportaments sexuals també poden provocar hematospèrmia (principalment esdeveniments aïllats).

### Desconegut
La causa exacta no es pot determinar en fins a un 70% dels pacients.